# Antonio Pozzo

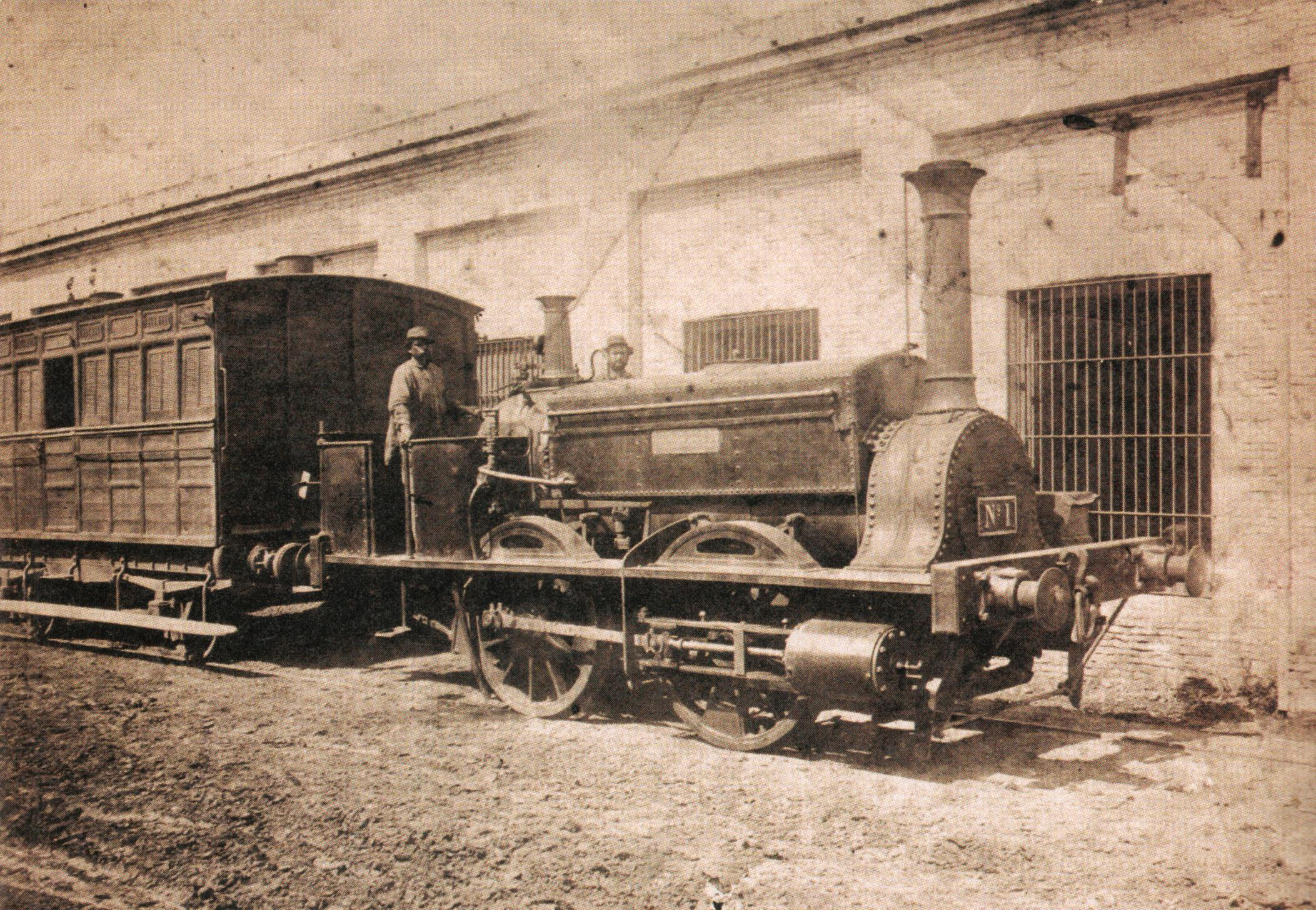
La Porteña (Buenos Aires, 1873).

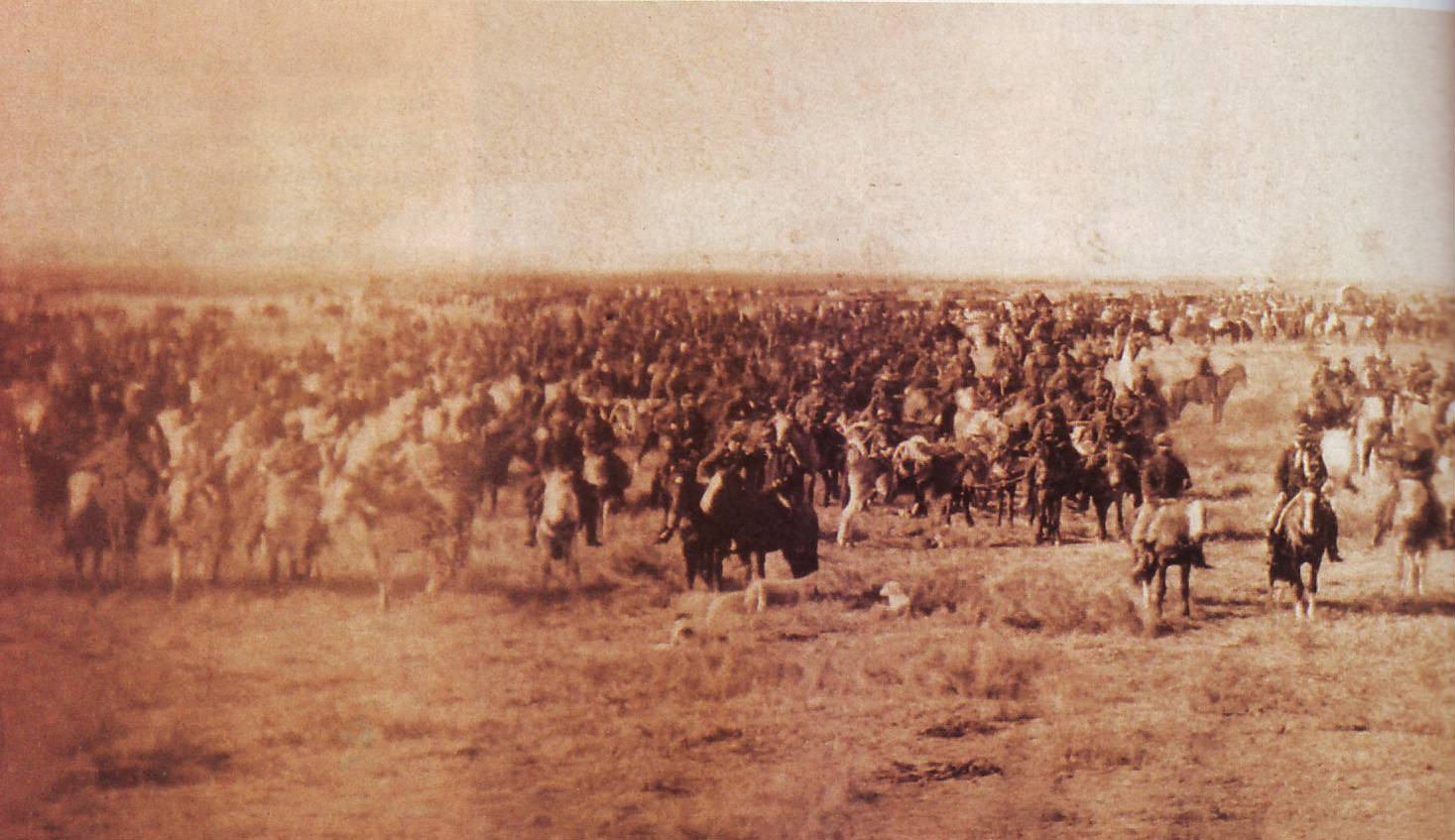
Campaña del Desierto (Río Negro, 1879).

Antonio Pozzo (Bordighera, Italia, 1829-Buenos Aires, Argentina, 1910), fue un fotógrafo de origen italiano que desarrolló su actividad en Argentina.

## Biografía
Antonio Pozzo nació en Bordighera, Italia, en 1830
Emigró a Buenos Aires, la capital Argentina en 1850.
Se formó en el manejo del daguerrotipo con John Bennet desempeñándose más tarde como asistente del daguerrotipista Thomas Columbus Helsby (padre del destacado pintor chileno Alfredo Helsby). 
A partir de 1850 se estableció en forma independiente con una galería de retratos en la calle Piedad 113. 
En 1852 tomó el famoso daguerrotipo de Justo José de Urquiza que lo muestra ataviado con poncho y galera luego de la Batalla de Caseros.
En 1850 realizó las tomas fotográficas sobre la inauguración del Ferrocarril del Oeste.
Hacia 1862 se trasladó a un nuevo local sobre la calle Victoria 590. Por ese atelier desfilaron grandes figuras públicas como Domingo F. Sarmiento, Bartolomé Mitre, Adolfo Alsina y otros.
Muy vinculado al poder político de su época, su admiración por Alsina determinó el nombre de su establecimiento, Fotografía Alsina.
Para la época, la fotografía era una tecnología avanzada, por lo que su utilización en la Conquista del Desierto era, al mismo tiempo que su registro simbólico, la confirmación y celebración de que ese ejército era portador de un nivel superior de civilización que venía a apropiarse de esas tierras vacías para ponerlas en producción. 
Por lo tanto en abril de 1879 se sumó a dicha campaña, encabezada por Julio Argentino Roca, como fotógrafo oficial por su propia voluntad convencido de la acción civilizadora de la misma y solventando sus gastos y los de su ayudante Alfredo Bracco.
Pozzo utilizó para la expedición un carruaje que hacia de laboratorio, cuarto oscuro, transporte de sus equipos técnicos y vivienda para él y Bracco.
En las fotografías que realizó de la operación militar siguió el itinerario de la expedición que comandó el propio general Roca, entre Carhué y Choele Choel, en que no hubo  enfrentamientos, muertos o mutilados, sino imágenes que parecen cuadros costumbristas o que se deslizan hacia el retrato dibujando imágenes en las que los soldados posaban individual o grupalmente para la toma, además de vistas de los campos inmensos, paisajes y localidades nuevas, y en menos cantidad, grupo de indios "amigos".
Tras la campaña, Pozzo logró el grado de capitán asimilado del Ejército Argentino. A su regreso a Buenos Aires se dedicó a comercializar el relevamiento fotográfico de regiones inéditas para el objetivo, imágenes que testimoniaban el fin del dominio del indígena sobre las regiones de la pampa y la patagonia.
Celoso de su exclusividad sobre estas imágenes, pidió y obtuvo protección para las mismas del Gobierno Nacional incorporando al negativo un sello húmedo en forma de emblema que, al ser copiadas en el papel fotográfico a la albúmina, se vuelven en color blanco y con la leyenda: Fotografía Alsina - Victoria 590 Bs. As.
Murió en 1910, a los 81 años de edad en Flores, Buenos Aires.